# 吉田長利
吉田 長利（よしだ ながとし）は、戦国時代から江戸時代前期にかけての武将・福岡藩藩士。黒田二十四騎の一人。

## 略歴
天文16年（1547年）、播磨国飾東郡八代村で生まれた。童名は長坊、与太郎、のち、六之助。
黒田孝高の1歳年下である。孝高の母が乳の出が悪かったため、長利の母が授乳しており、孝高とは乳兄弟に当たる。永禄6年（1563年）、黒田職隆に出仕。永禄7年（1564年）、父・八代道慶は浦上清宗の婚礼に同席した際、赤松政秀の襲撃を受けて負傷し、それが元で後に没した。永禄9年（1566年）、孝高の勧めにより、家老・吉田重生の姓を譲られて吉田姓となる。
その後、青山・土器山の戦い、別所氏による置塩城攻め、印南野合戦、備中高松城の戦い、財部城攻めなど様々な合戦に従軍して戦功を挙げる。この間の天正8年（1580年）には、長男の与次が三木合戦で19歳で討死している。天正16年（1588年）の城井鎮房暗殺時には、城門の警備に当たり、鎮房の家老・塩田内記や家臣50人を銃撃して城内に入るのを防いだ。孝高が豊前を平定すると、長利は1,282石を与えられた。
文禄・慶長の役には、子・重成と共に従軍。慶長5年（1600年）の関ヶ原の戦い後の富来城攻めで兜と歯茎に銃弾を受けるが、これが生涯で唯一の負傷であったという。慶長7年（1602年）、筑前国内に1,200石を与えられる。慶長9年（1604年）に孝高が死去した後、福岡城南の丸の城代を務め、黒田長政から「壱岐守」を与えられた。隠居後、水庵（翠庵）と号した。
元和9年（1623年）9月22日、病のため福岡で死去した。77歳。同地の金龍禅寺に葬られた。心谿水安居士。